# Haus über Kopf
Haus über Kopf (Alternativtitel: Haus über Kopf – Betreten auf eigene Gefahr; Originaltitel: Bringing Down the House) ist eine US-amerikanische Filmkomödie von Adam Shankman aus dem Jahr 2003.

## Handlung
Peter Sanderson ist ein Steueranwalt. Nach der Trennung von seiner Frau Kate leben seine Kinder abwechselnd bei ihm. Er lernt im Internet Lawyergirl kennen, mit der er – im Glauben, sie sei eine erfolgreiche Staatsanwältin – ein Treffen vereinbart.
Als an dem vereinbarten Tag bei ihm geklingelt wird, öffnet er in freudiger Erwartung die Tür und sieht sich, statt der erwarteten sexy Blondine, der etwas stattlichen, schwarzen Charlene gegenüber, die sich an ihm vorbei ins Haus schiebt. Von seinen Protesten bewegt, sie könne nicht sein Date sein, öffnet Charlene Peters Laptop, sucht sich das gesendete Foto und weist ihn an, nicht auf den Vorder-, sondern den Hintergrund zu achten. Dort sieht man, wie sie von zwei Police-Officers in einen Streifenwagen gesetzt wird. Sie hat wegen eines Raubüberfalls im Gefängnis gesessen beteuert aber ihre Unschuld und bittet deswegen Peter, ihren Fall neu aufzurollen. Dieser lehnt ab. Allerdings schafft es Charlene, Peter dazu zu bringen, sie in seinem Haus übernachten zu lassen.
Am nächsten Morgen lockt Peter Charlene aus dem Haus und versperrt die Tür hinter ihr. Als er nachmittags zurückkehrt, ist es von Charlene und ihren Freunden eingenommen worden. Als Peter in den Pool gestoßen wird, weist Charlene alle Besucher an zu gehen. Dies wird alles argwöhnisch von Peters Nachbarin und Schwester seines Chefs, Mrs. Kline, beobachtet. Erneut wird Charlene des Hauses verwiesen. Sie taucht später, bei einem wichtigen Kundengespräch von Peter und seinem Freund Howie mit der steinreichen Mrs. Arness, auf, und verlangt von Peter, sich um ihren Fall zu kümmern. Aufgrund der sehr konservativen Einstellung von Mrs. Arness erklärt Peter sich bereit, die Forderung zu erfüllen, wenn Charlene sich als seine Nanny ausgibt, damit Mrs. Arness kein falsches Bild von ihm bekommt. Howie erklärt sich bereit, Charlene herumzuführen und bittet sie um ein Date.
Das Date wird von Kates Schwester Ashley gestört, die der Sache mit Charlene und Peter nicht über den Weg traut. In der Damentoilette kommt es zu einem mehr oder minder ernstgemeinten Kampf, bei dem Ashley das Nachsehen hat und ein Veilchen und zahlreiche blaue Flecken kassiert.
Peter führt Charlene zum Essen aus und wird von ihr belehrt, dass er zu viel arbeite und er lernen müsse Spaß zu haben. Sie tanzen ausgelassen, diese Szene wird von Kate und Ashley beobachtet und sogleich als Zeichen für eine Affäre missverstanden. In Peters Haus zeigt Charlene ihm nun, wie er Kate betören könnte, indem er ein richtiger „Hengst“ werde. In einer verfänglichen Pose (Charlene sitzt auf Peters Unterleib und beide simulieren eine intime Situation) werden sie von Mrs. Kline ertappt, die Georgey von ihrem Pokerabend nach Hause bringt.
Alarmiert von den Gerüchten um Peters „Nümmerchen mit der Nanny“, stattet Mrs. Arness Familie Sanderson einen Besuch ab, bei dem die gesamte Familie ihr ein perfektes Schauspiel vorführt. Nach dem Essen schalten die beiden Kinder eine Folge von „Verbrecher auf der Flucht“ ein, durch die die ganze Familie erfährt, dass Charlene nicht entlassen wurde, sondern geflohen ist. Mrs. Arness verlässt das Haus und lehnt jegliche weiteren Verhandlungen mit Peter ab. Verletzt von Charlenes Lüge verweist Peter sie ein letztes Mal des Hauses.
Peter ist von den in der Kanzlei erscheinenden FBI-Agents alarmiert. Er wird von Charlenes Ex-Freund Widow in seinem Auto erwartet und  bedroht, er befiehlt Peter, sich aus dem Fall herauszuhalten. Als er eine Waffe zückt, schleudert Peter ihn durch ein geschicktes Wendemanöver aus dem Auto. Er erreicht Charlene über sein Handy und berichtet ihr von dem Geschehenen. Entgegen ihren Warnungen sucht Peter ihn in einem Club downtown auf und bringt ihn zu einem Geständnis, das er auf einer Kassette aufnimmt. Charlene und Howie zwingen derweil Mrs. Arness mit ihnen zu kommen und Peter eine weitere Chance zu geben. So fahren auch sie zum Club, an dem alle Personen aufeinandertreffen. Das FBI greift ein, doch Widow gibt einen Schuss ab, der Charlene trifft. Als Peter zu ihr tritt, stöhnt Charlene auf und zieht sein Titanium-Handy aus ihrem Oberteil, in dem die Kugel steckt.
Widow wird verhaftet und eine bekiffte Mrs. Arness verkündet, dass sie Peter das Mandat entziehen lassen will.
Am Ende gründen Peter und Howie ihr eigenes Anwaltsbüro. Ihre erste Mandantin ist Mrs. Arness. Charlene hat ein weiteres Date mit Howie und Kate versöhnt sich mit Peter, der sich vornimmt, sich Zeit für sie zu nehmen und seine Arbeit zurückzustellen.

## Kritiken
James Berardinelli lobte in seiner Kritik auf ReelViews die Darstellungen, kritisierte aber das Drehbuch.

„Schlichte, aber durchaus unterhaltsame Komödie um die Vorurteile von weißen Snobs gegenüber Schwarzen, die mit guten Darstellern und einem überraschenden Happy End aufwartet.“

## Auszeichnungen
- Queen Latifah gewann 2003 den Teen Choice Award. Der Film wurde in fünf weiteren Kategorien für den Teen Choice Award nominiert; eine dieser Nominierungen ging an Steve Martin.

- Steve Martin, Queen Latifah und eine Kampfszene wurden 2004 für den MTV Movie Award nominiert.

- Queen Latifah gewann 2004 den Image Award, sie wurde 2004 für den Black Reel Award und den BET Comedy Award nominiert.

- Lalo Schifrin gewann 2003 den BMI Film Music Award.

## Hintergrund
- Der Film wurde Schätzungen zufolge für ungefähr 33 Millionen US-Dollar produziert.[5]